# Maurice Bavaud
Maurice Bavaud (15. ledna 1916 Neuchâtel – 14. května 1941 věznice Plötzensee, Berlín) byl švýcarský student teologie, který se 9. listopadu 1938 v Mnichově pokusil zabít Adolfa Hitlera.

## Mládí
Bavaud byl studentem teologie v Bretani a členem antikomunistické studentské organizace Compagnie du mystére. Její předseda Marcel Gerbohay měl na Bavauda velký vliv. Marcel byl přesvědčen že je členem romanovské dynastie a tvrdil, že až padne v Rusku komunismus, budou mít Romanovci v Rusku opět moc. Bavaud mu bezmezně věřil a stále více a více přemýšlel o atentátu na Hitlera, což by materiálně pomohlo jejich plánům, a nakonec se rozhodl, že vykoná atentát sám.

## Pokus o atentát
9. října 1938 Bavaud cestoval z Bretaně do Bádenska a poté do Basileje, kde si pořídil Schmeisser, poloautomatickou pistoli, a konečně vyrazil do Berlína. Poté, co přijel, zjistil, že Hitler zatím odcestoval do Berchtesgadenu, a tak vycestoval za ním.
Policista Karl Deckert náhodně slyšel Bavauda, jak říká, že by se rád setkal s Hitlerem osobně. Deckert mu doporučil, ať si požádá o soukromý rozhovor dopisem, ve kterém by byl doporučen někým vysoce postaveným ze zahraničí. Deckert mu doporučil, aby odcestoval do Mnichova, kde se konalo výročí puče z roku 1923. Bavaud si zakoupil lístek v prvních řadách a vydával se za švýcarského novináře s úmyslem střelit Hitlera do hlavy během přehlídky. Bavaud však musel od atentátu upustit, jelikož Hitler šel na druhé straně cesty, než Bavaud očekával, a útok by byl tím pádem pravděpodobně neúspěšný.
Bavaud si tedy nechal opatřit dopis s falešným doporučením od francouzského předsedy Nacionální strany Pierra Taittngera a odjel opět do Mnichova, jen aby zjistil, že Hitler je opět v Berchtesgadenu.

## Odhalení a soud
Bavaud vyčerpal všechny potřebné peníze, a odjel zpět do Paříže, kde se chtěl připravit na další útok. Byl ale chycen kvůli jízdě na černo a předán policii. Ta poté v jeho kufru našla mimo jiné rozbušky, pistole, mapy a informace o Hitlerovi. Byl předán gestapu, které ho donutilo se přiznat k pokusu o atentát na Hitlera.
Bavaud byl souzen německým lidovým soudem 18. prosince 1938 jako pokus o atentát na říšského vůdce, jež by přineslo obrovskou ztrátu německému národu. Švýcarští diplomaté neprojevili nejmenší zájem zachránit Maurice; Hans Fröhlicher, švýcarský velvyslanec v Berlíně, veřejně Bavauda kritizoval. Německá nabídka vyměnit Bavauda za špiona selhala a tudíž byl odsouzen k smrti. Jeho hlava byla sťata gilotinou ráno 14. května 1941 v berlínském vězení Plötzensee.